# Изория, Звиад
Звиад Изория (груз. ზვიად იზორი; род. 6 января 1984, Хони) — американский, ранее грузинский шахматист, гроссмейстер (2002).
В составе национальной сборной Грузии участник трёх Олимпиад (2002—2004 и 2008). В составе сборной США участник командного чемпионата мира 2019 года.

## Изменения рейтинга
| Графики недоступны из-за технических проблем. См. информацию на Фабрикаторе и на mediawiki.org. |